# No.I
「No.I」（ナンバーワン）は、2024年9月23日に発売された、日本のアイドルグループ・Number_iの1枚目のフルアルバム。

## 収録曲

### 通常版
1. INZM
（神宮寺勇太プロデュース楽曲）
2. なんかHEAVEN
（岸優太プロデュース楽曲）
3. ICE
（岸優太プロデュース楽曲）
4. Streetlights
（平野紫耀プロデュース楽曲　※ボーナストラック）
5. Bye 24／7
（KEEN（C&K）プロデュース・神宮寺勇太ソロ楽曲）
6. JELLY
（神宮寺勇太プロデュース楽曲）
7. 透明になりたい
（Vaundyプロデュース・平野紫耀ソロ楽曲）
8. Numbers
（平野紫耀プロデュース楽曲）
9. Recipe
（岸優太プロデュース・岸優太ソロ楽曲）
10. iLY
（Number_iプロデュース楽曲）
KOSE「雪肌精」CMソング
11. GOAT
(デビュー曲)
12. Blow Your Cover
(2nd配信シングル)
13. BON
(No.O -ring-収録曲）
14. INZM（Hyper Band ver.）
(神宮寺勇太プロデュース楽曲）

### 初回限定版
1. INZM
2. なんかHEAVEN
3. ICE
4. Bye 24/7
5. JELLY
6. 透明になりたい
7. Numbers
8. Recipe
9. iLY
10. GOAT
11. Blow Your Cover
12. BON
13. INZM（Hyper Band ver.）

## No.I(Deluxe)
「No.I(Deluxe)」（ナンバーワン・デラックス）は、Number_iのフルアルバム。9月23日に発売されたアルバムに新曲「HIRAKEGOMA」を追加収録し、2024年12月2日に配信限定発売された。

### 収録曲
1. HIRAKEGOMA
2. INZM
3. なんかHEAVEN
4. ICE
5. Bye 24/7
6. JELLY
7. 透明になりたい
8. Numbers
9. Recipe
10. iLY
11. GOAT
12. Blow Your Cover
13. BON
14. INZM（Hyper Band ver.）